# Ville Nevalainen
Ville Nevalainen (Juuka, 20 ottobre 1984) è un arbitro di calcio finlandese.